# Władimir Suchodiejew
Władimir Wasiljewicz Suchodiejew (ros. Владимир Васильевич Суходеев; ur. 15 maja 1923 w Moskwie, RFSRR, zm. 12 listopada 2020 w Moskwie) – radziecki filozof i dziennikarz, autor prac o Józefie Stalinie, kandydat nauk filozoficznych, Zasłużony Pracownik Kultury RFSRR, odznaczony Srebrnym Medalem Rosyjskiej Akademii Nauk za dorobek naukowy.

## Życiorys
W 1947 roku ukończył studia na Wydziale Filozoficznym Moskiewskiego Uniwersytetu Państwowego, po czym kontynuował naukę na aspiranturze. Jego rozprawa kandydacka  nosiła tytuł: Filozoficzne poglądy demokraty rewolucyjnego Nikołaja Dobrolubowa (ros. Философские взгляды революционного демократа Добролюбова). Od 1956 pracownik aparatu KC KPZR, gdzie był pomocnikiem Leonida Iljiczowa. Wraz z Gieorgijem Szachnazarowem, Aleksandrem Boborykinem i Jurijem Krasinem napisał podręcznik marksizmu-leninizmu dla radzieckich szkół średnich, szkół zawodowo-technicznych i techników oraz zaproponował dla tego nowego przedmiotu szkolnego nazwę „obszczestwowiedienije”. Podręcznik wydawano od 1962 do 1991 roku, a w 1980 Suchodiejew jako jeden z autorów tej książki otrzymał Nagrodą Państwową ZSRR.

## Wybrane publikacje
- Полководец Сталин (в соавторстве с Б. Г. Соловьёвым). М.: Олма-Пресс, 2001
- Сталин. Военный гений. М.: Олма-Пресс, 2005
- Сталин. Энциклопедия. М.: Алгоритм Книга, 2006
- Стратег Великой Победы. М.: Издательство РГСУ, 2007
- Эпоха Сталина: события и люди. Энциклопедия. М.: Эксмо, 2007
- И.В. Сталин: истый марксист-ленинец. - М.: ООО фирма "Псковское возрождение", 2013